# Johann Horkel
Johann Horkel est un médecin, un biologiste et un botaniste allemand, né le 8 septembre 1769 à Burg auf Fehmarn et mort le 15 novembre 1846 à Berlin.

## Biographie
Il étudie la médecine à partir de 1787 à l’université d’Halle. L’un de ses professeurs est Johann Christian Reil (1759-1813). Après ses études, il est chef de clinique à Halle. En 1799, il est chargé de cours, puis en 1802 il est nommé professeur extraordinaire et, enfin, en 1804, Horkel devient professeur ordinaire de médecine à l’université d’Halle. En 1810, il reçoit la chaire de physiologie végétale à l’université de Berlin où il décède en 1846.
Horkel est principalement connu pour ses observations de la formation de l’embryon après la fécondation via le tube pollinique. Il contribue grandement aux progrès de la compréhension des végétaux.
Horkel est l’oncle de Matthias Jacob Schleiden (1804-1881) et l'initie à la botanique.
Adelbert von Chamisso (1781-1838) et Diederich Franz Leonhard von Schlechtendal (1794-1866) lui dédient, en 1827, le genre Horkelia de la famille des Rosaceae.